# Toronto Film School
 (août 2023).
Si vous disposez d'ouvrages ou d'articles de référence ou si vous connaissez des sites web de qualité traitant du thème abordé ici, merci de compléter l'article en donnant les références utiles à sa vérifiabilité et en les liant à la section « Notes et références ».
La Toronto Film School est une institution supérieure de formation à but lucratif à Toronto, Ontario, Canada. L'école propose des programmes de diplôme créatifs dans les domaines du cinéma, du divertissement, de la mode, du design et des jeux vidéo.
En août 2023, elle est choisie parmi les 15 meilleures écoles de cinéma au monde par The Hollywood Reporter.

## Enseignants notables
La faculté comprend Andrew Barnsley, producteur exécutif de Schitt's Creek; l'ancienne directrice de la programmation de CBC Television Michelle Daly; et Jason MacNeill, monteur sonore lauréat d'un Daytime Emmy.